# کلیسای تورماک (گیولاگاراک)
کلیسای تورماک (ارمنی: Տորմակ եկեղեցի؛ انگلیسی: Tormak) یک کلیسا متعلق به کلیسای حواری ارمنی واقع در شهر گیولاگاراک، استان لوری ارمنستان می‌باشد. ساخت و ساز این ساختمان در سده ۶ام میلادی؛ به پایان رسید. این بنا به سبک معماری ارمنی طراحی شده است.

## نگارخانه

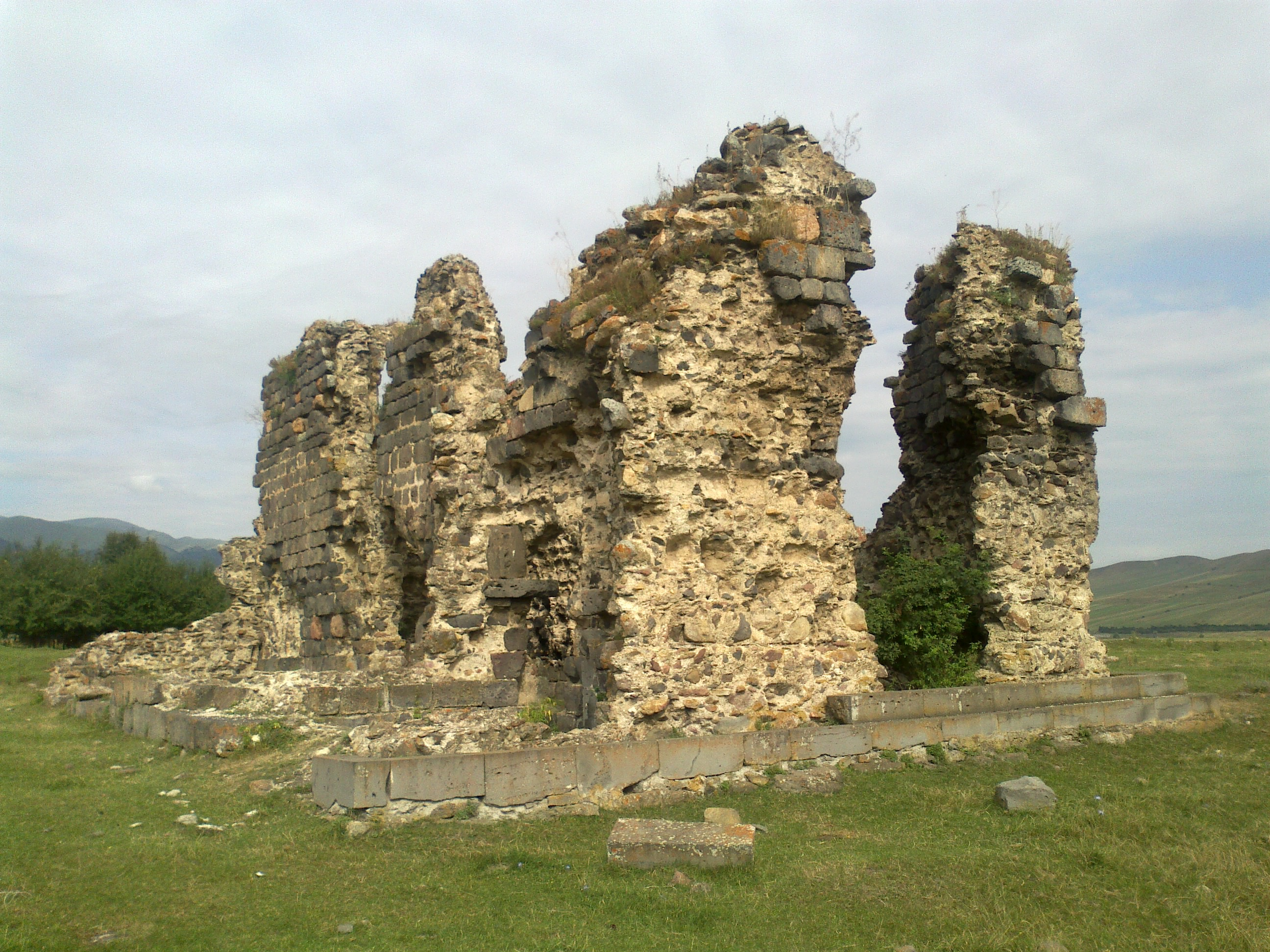
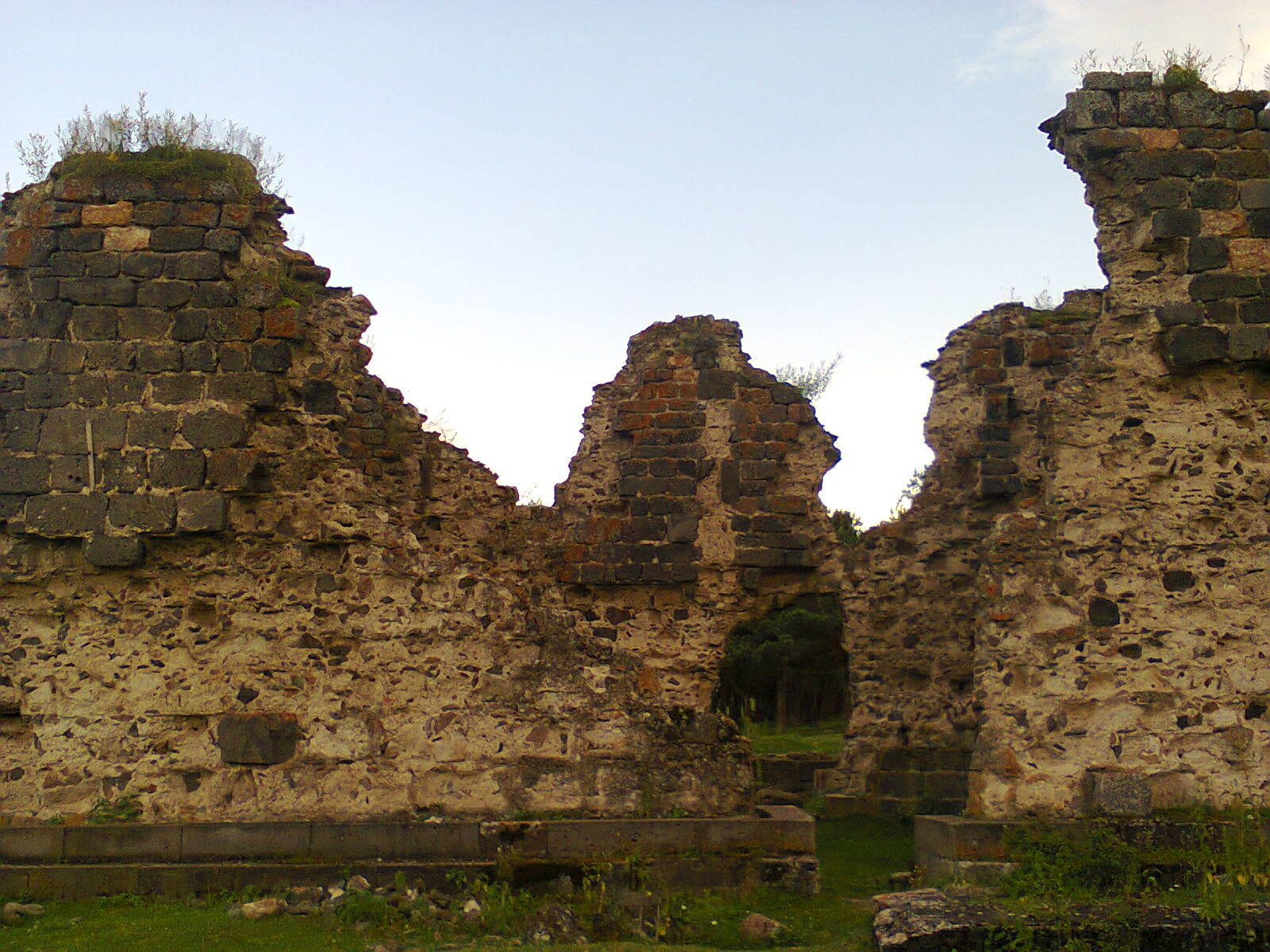
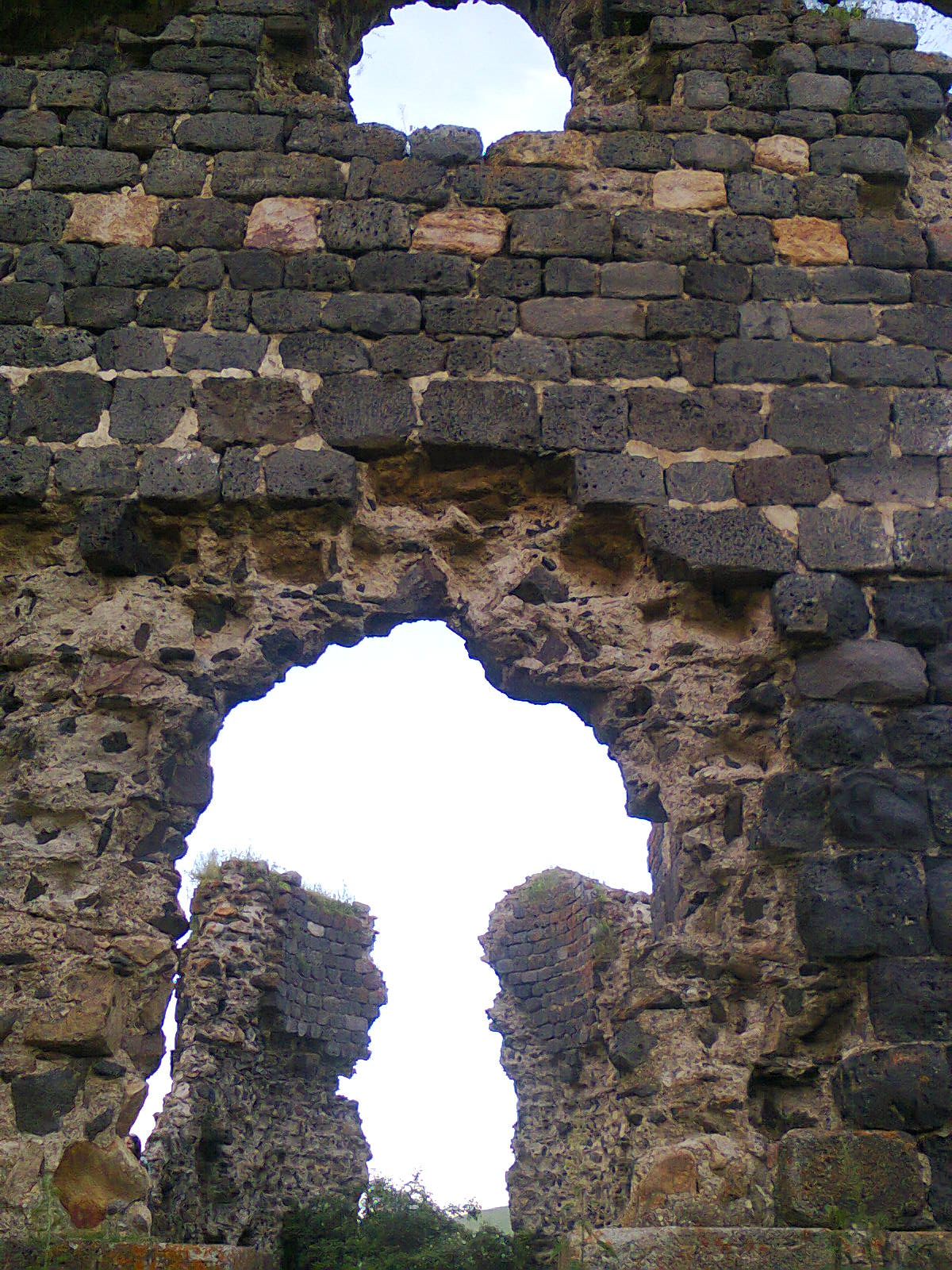
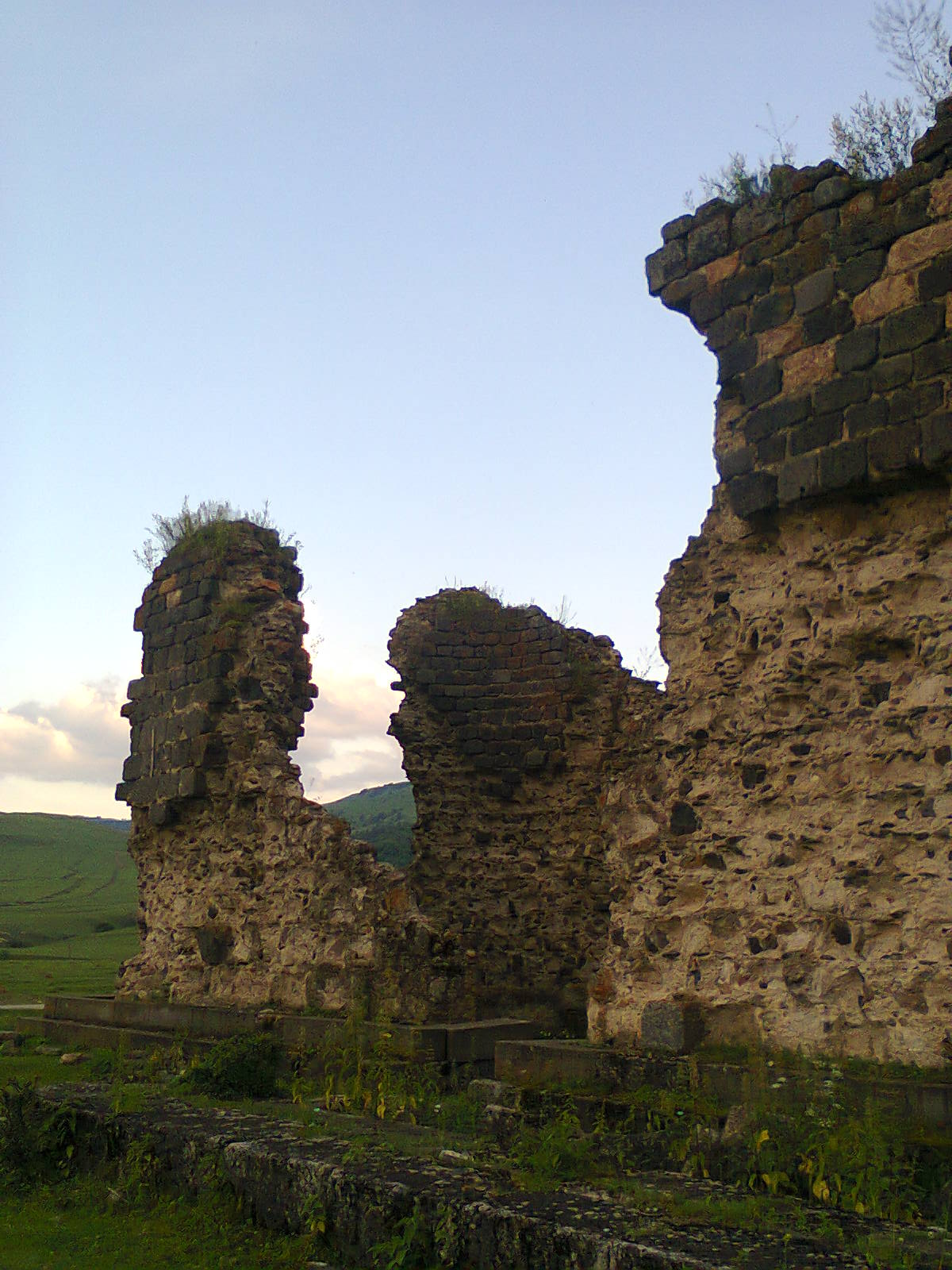
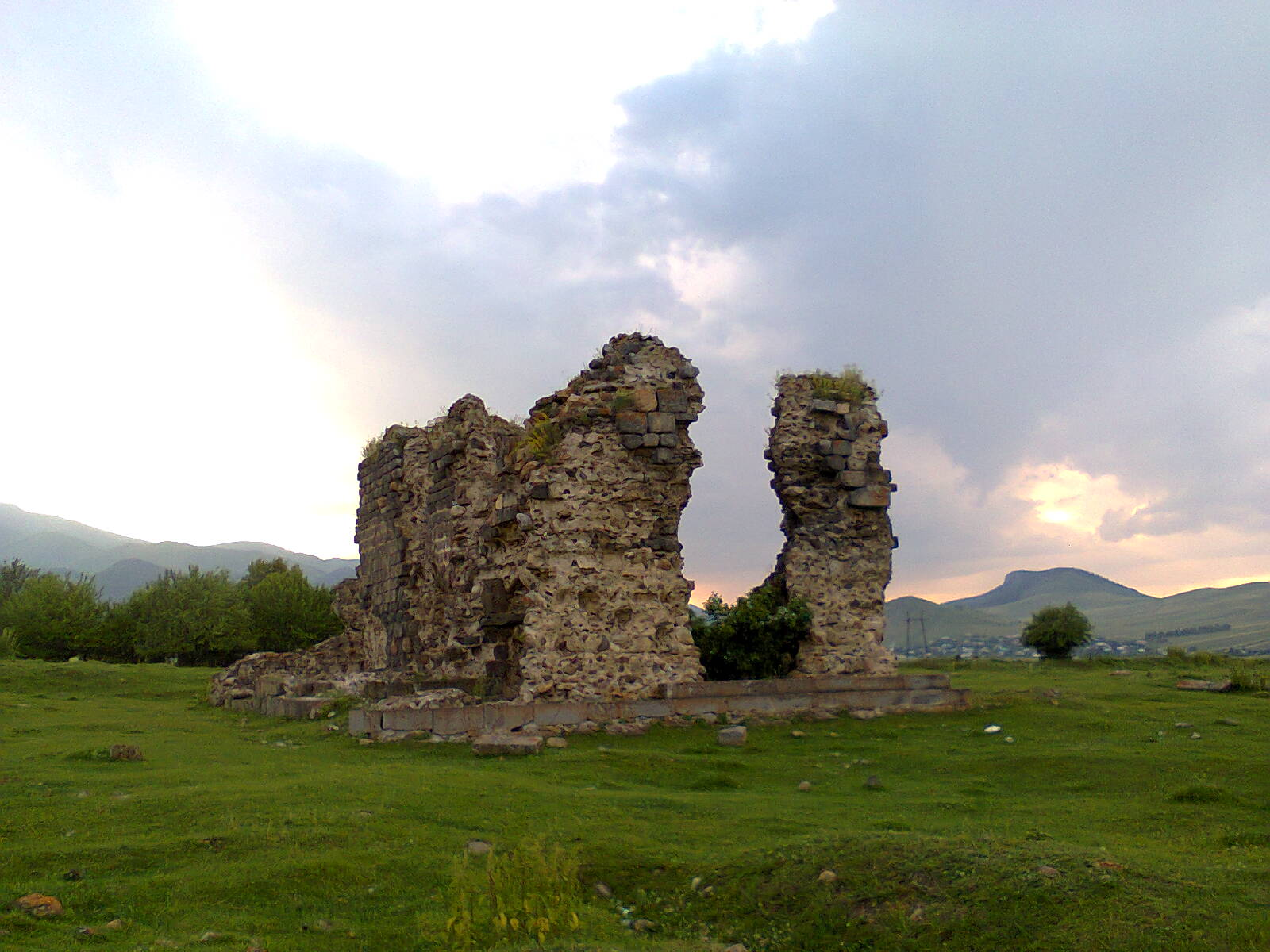
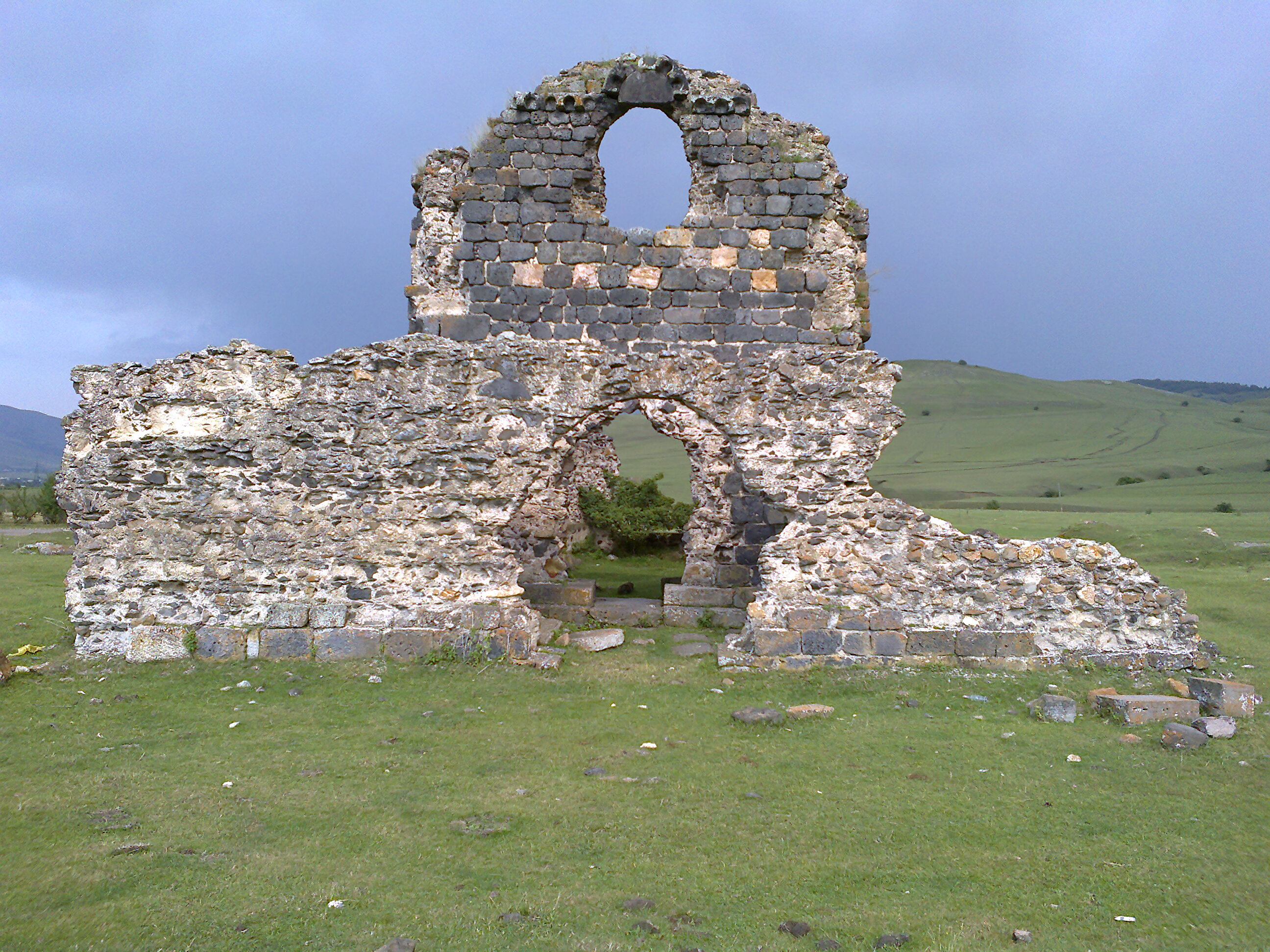